# بوابة شتيتل الافتراضية

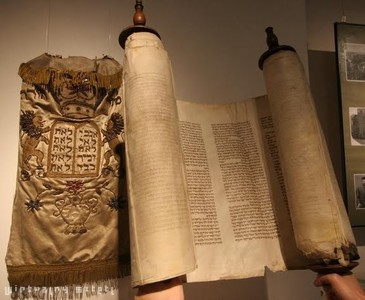
لفافة التوراة من الفستان

بوابة شتيتل الافتراضية(بالبولندية: Wirtualny Sztetl)‏ هي بوابة ثنائية اللغة (بولندية إنجليزية) لمتحف تاريخ اليهود البولنديين في وارسو، مكرسة للتاريخ اليهودي لبولندا.

## تاريخ
أُطلق موقع شتيتل الإلكتروني رسميًا في 16 يونيو 2009 من قبل المؤسس ألبرت ستانكوفسكي. تسرد البوابة أكثر من 1900 مدينة بها خرائط وإحصاءات ومعارض صور. وسيشمل في المستقبل أيضًا نظامًا تفاعليًا يتفاعل من خلاله مستخدمو الإنترنت مع بعضهم البعض. إنه يخلق رابطًا بين التاريخ البولندي اليهودي والعالم المعاصر متعدد الثقافات.
تعد بوابة شتيتل امتدادًا للمتحف الحقيقي المقرر افتتاحه في عام 2011 في موقع حي اليهود في وارسو. هدفها الرئيسي هو توفير منتدى اجتماعي فريد لكل من يهتم بالحياة اليهودية البولندية. تعيد البوابة سرد تاريخ اليهود البولنديين. ولكن إلى جانب ذلك، فإنه يوفر أيضًا معلومات حول اليهود الألمان والحياة اليهودية في المناطق الشرقية من ألمانيا.
توفر البوابة معلومات عن البلدات الصغيرة والمدن الكبيرة - في الماضي والحاضر. وتغطي بولندا المعاصرة وما قبل الحرب. تمكن النسخة الإنجليزية اليهود من جميع أنحاء العالم من البحث عن أصولهم البولندية. كان إنشاء صورة أكمل للتاريخ اليهودي البولندي والعلاقات البولندية اليهودية ممكنًا بفضل جهود العديد من المؤسسات والمنظمات والأفراد. نظرًا لأن الموضوع واسع جدًا، فإن المبادرات لمزيد من البحث والتطوير تعتبر لانهائية. تم توفير العديد من الموارد من خلال بوابة بولن وبوابة المجتمع Jewish.org.pl. مشاريع الإنترنت الأخرى التي شاركت هي www.izrael.badacz.org و Diapozytyw (معهد آدم ميكيفيتش) بالإضافة إلى المعهد التاريخي اليهودي.

## روابط خارجية
- Virtual Shtetl
- http://www.jewishmuseum.org.pl/index.php؟lang=ar
- متحف تاريخ اليهود البولنديين نسخة محفوظة 4 يناير 2014 على موقع واي باك مشين.
  - الصالحين البولنديين - متحف المشروع لتاريخ اليهود البولنديين
  - Virtual Shtetl - متحف المشروع لتاريخ اليهود البولنديين